# Tössstock
Der Tössstock [ˈtøːsstock] ist ein Berg im Zürcher Oberland mit einer Höhe von 1154 m ü. M.
Es handelt sich dabei um den Endpunkt des Rückens, der von der Höchhand (1314 m ü. M.) flach nach Nordwesten zieht, ehe er beim Tössstock jäh abbricht.
Der Tössstock liegt am Ende des Tösstals. An seinen Flanken entspringen die Vordere und Hintere Töss, die sich bei der Tössscheidi zur Töss vereinigen.